# Johan Fredrik von Friesendorff
Johan Fredrik von Friesendorff, född 1617 i Bremen, död 1669 i Stockholm, var en svensk diplomat och friherre. Han var far till bland andra Carl Gustaf Friesendorff som tillsammans med sina bröder Johan Fredrik och Magnus Gabriel upphöjdes till friherre med namnet von Friesendorff.

## Biografi
Johan Fredrik von Friesendorff var från Bremen, men trädde i svensk tjänst och utnämndes 1649 till svensk resident i Portugal, 1653 till kammarråd samt senare till hov- och kommerseråd. Då han var grundligt insatt i kabinetts- och handelshemligheterna, nyttjades han vid många diplomatiska förhandlingar. Bland annat slöt han som svenskt sändebud 1661 Sveriges allians med England om vars förhållanden hans sändebudsberättelse innehåller flera värdefulla uppgifter. 
År 1662 erhöll han tillsammans med Abraham van Eijck privilegier för inrättandet av ett svenskt gevärsfaktori för handelns befrämjande.
Under vistelsen i England upphöjdes von Friesendorff samma år till engelsk baronet. 1665 blev han tysk riksfriherre.